# Gens Potícia
La gens Potícia o Potítia (en llatí Potitia gens) era una antiga gens romana d'origen patrici, que tot i la seva antiguitat mai no va ser gaire important.
Eren sacerdots hereditaris d'Hèrcules junt amb els Pinarii, i van exercir sense interrupció el càrrec fins al 312 aC quan el censor Appi Claudi Cec els va convèncer de vendre els ritus per cinquanta mil peces de coure. Van instruir esclaus públics per fer el ritu sagrats. Això es va considerar un sacrilegi, i el déu estava tant enutjat que dotze famílies de la gens i una trentena d'homes adults van morir en el curs d'un any, o segons altres comptes, en un termini de trena dies i el censor Appi Claudi es va tornar cec. Però probablement las morts es van deure a una plaga que s'havia desenvolupat pocs anys abans i les morts van ser la causa de la venda i no a l'inrevés.
És probable que el culte d'Hèrcules, que atenien els Potitii i els Pinarii, fos una forma de religió particular d'aquestes gens i que no tingués res a veure amb la religió de l'estat romà. Appi Claudi volia fer d'aquesta sacra privata una part de la sacra publica i va induir els Potitii a instruir esclaus públics en els ritus, ja que cap déu estranger podria tenir un flamen.